# Phạm Gia Khiêm
Phạm Gia Khiêm (sinh ngày 6 tháng 8 năm 1944) là một chính khách người Việt Nam. Ông nguyên là Ủy viên Bộ Chính trị, Phó Thủ tướng kiêm Bộ trưởng Bộ Ngoại giao nước Cộng hòa Xã hội Chủ nghĩa Việt Nam, Đại biểu Quốc hội Việt Nam khóa XII.

## Tiểu sử
Ông sinh ngày 6 tháng 8 năm 1944 tại tỉnh Phú Thọ. Tuy nhiên, nguyên quán của ông là ở phường Đông Ngạc, quận Bắc Từ Liêm, Hà Nội. Thưở nhỏ, ông theo học tại trường Tiểu học rồi Trung học cơ sở Trưng Vương, Hà Nội.
Từ năm 1963, ông theo học tại trường Đại học Bách Khoa Hà Nội. Năm 1967, ông tốt nghiệp và được phân công làm giảng viên Đại học Cơ điện Việt Bắc, Khoa Cơ điện Công trình (nay là trường Đại học Kỹ thuật Công nghiệp, Đại học Thái Nguyên).
Năm 1971, ông được cử làm nghiên cứu sinh chuyên ngành luyện kim tại Tiệp Khắc. Năm 1975, ông bảo vệ thành công luận án Tiến sĩ ngành này.

## Sự nghiệp chính trị

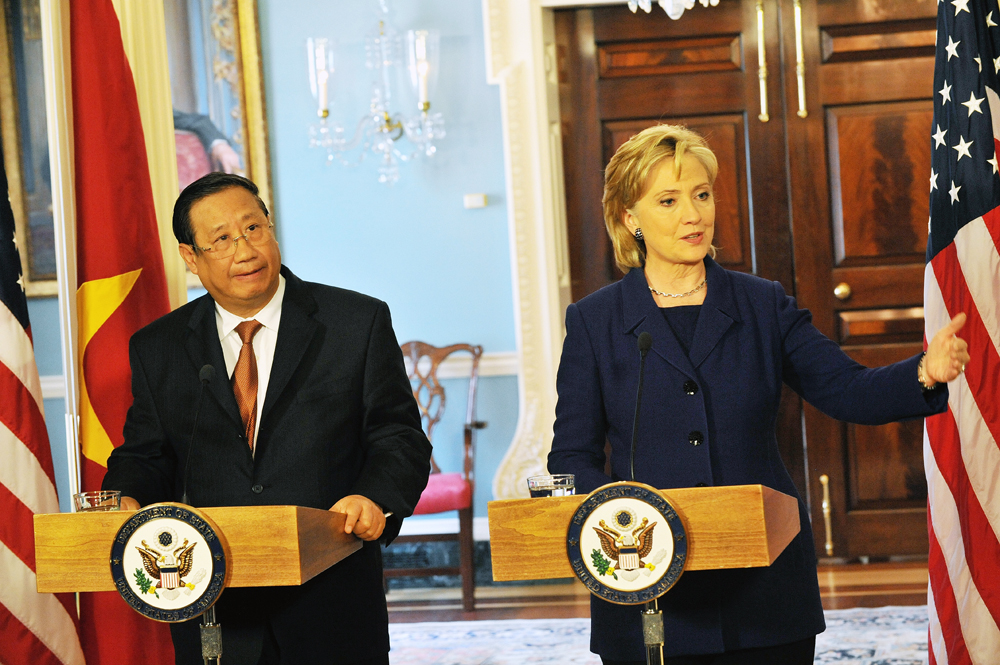
Ngoại trưởng Hoa Kỳ Hillary Clinton bàn luận với Phó thủ tướng Phạm Gia Khiêm.

Từ năm 1976 đến tháng 10 năm 1996, ông chuyển công tác về Bộ Kế hoạch và Đầu tư, lần lượt giữ các chức vụ Trưởng phòng Công nghiệp, Vụ trưởng Vụ Khoa học, Vụ trưởng Vụ Khoa học, Giáo dục và Môi trường, Thứ trưởng Bộ Kế hoạch và Đầu tư. Ông được kết nạp vào Đảng Cộng sản Việt Nam ngày 11 tháng 9 năm 1978, chính thức ngày 11 tháng 9 năm 1979.
Tháng 7 năm 1996, ông trúng cử Ban Chấp hành Trung ương Đảng Cộng sản Việt Nam khoá VIII. Ngày 6 tháng 11 năm 1996, ông được Quốc hội phê chuẩn theo đề nghị của Thủ tướng, giữ chức vụ Bộ trưởng Bộ Khoa học, Công nghệ và Môi trường. Tuy nhiên, chưa đến 1 năm sau, ông được bầu làm Đại biểu Quốc hội khóa X và được Quốc hội miễn nhiệm chức Bộ trưởng Bộ Khoa học, Công nghệ và Môi trường, phê chuẩn giữ chức vụ Phó Thủ tướng.
Năm 2001, ông tái đắc cử Ban Chấp hành Trung ương Đảng Cộng sản Việt Nam khóa IX. Năm sau, ông tái đắc cử Đại biểu Quốc hội khóa XI. Tháng 4 năm 2006, ông lần thứ 3 trúng cử vào Ban Chấp hành Trung ương Đảng Cộng sản Việt Nam khóa X, được bầu vào Bộ Chính trị Ban Chấp hành Trung ương Đảng Cộng sản Việt Nam. Ngày 28 tháng 6 năm 2006, ông được Quốc hội phê chuẩn kiêm nhiệm Bộ trưởng Bộ Ngoại giao sau khi người tiền nhiệm là Nguyễn Dy Niên quyết định hưu trí. Năm 2007, một lần nữa ông tái đắc cử Đại biểu Quốc hội khóa XII.
Tại Đại hội Đảng Cộng sản Việt Nam XI tháng 1 năm 2011, mặc dù được đề cử vào Ban Chấp hành Trung ương Đảng Cộng sản Việt Nam khoá XI nhưng ông không trúng cử, và đương nhiên, bị loại tên ra khỏi Bộ Chính trị.

## Gia đình
Anh cả là Trung tướng, GS.TS Nhà giáo Nhân dân Phạm Gia Khánh, nguyên Giám đốc Học viện Quân y Việt Nam.
Em gái là Phạm Thúy Hằng nguyên Cục phó trong Quân đội với hàm Đại tá.

## Huân chương
- Huân chương Hồ Chí Minh (2014) [8]
- Huân chương Mặt trời mọc hạng Nhất [9]
- Huy hiệu 45 năm tuổi Đảng (2023)[10]